# Gilles Lurton
Pour les articles homonymes, voir Lurton.
Gilles Lurton, né le 6 juillet 1963 à Saint-Malo (Ille-et-Vilaine), est un homme politique français.
Membre des Républicains, député de la septième circonscription d'Ille-et-Vilaine de 2012 à 2020, il est maire de Saint-Malo et de sa communauté d'agglomération depuis 2020.

## Biographie
Engagé aux côtés de René Couanau à partir de 1982, Gilles Lurton devient son attaché parlementaire en novembre 1988 jusqu'à son élection en juin 2012[réf. souhaitée].
Il obtient son premier mandat électoral en étant élu au conseil municipal de Saint-Malo lors des élections municipales de 1995. À la suite des élections de 2008, Gilles Lurton est élu adjoint au maire de Saint-Malo chargé du logement et des quartiers.
Il devient conseiller général d'Ille-et-Vilaine en 2011 en faisant basculer le canton de Saint-Malo-Sud à droite en succédant à Jacky Le Menn qui ne se représentait pas.
En 2012, il est candidat à la succession de René Couanau pour la députation dans la septième circonscription d'Ille-et-Vilaine. Il arrive en seconde position du premier tour avec 21,17 % des voix (28,60 % à Saint-Malo) et est élu au second tour avec 51,04 % (52,49 % à Saint-Malo) devant la candidate socialiste Isabelle Thomas. Il siège à la commission des Affaires sociales de l'Assemblée nationale.
En raison de la règle de non-cumul des mandats, Gilles Lurton décide d'abandonner son mandat de conseiller général d'Ille-et-Vilaine. Sa suppléante Christine Lequertier lui succède en juillet 2012.
La liste menée par René Couanau n'arrivant qu'en 3e position au second tour des élections municipales de mars 2014, il perd alors son poste d'adjoint au maire et siège comme simple conseiller municipal.
Il soutient Bruno Le Maire pour la primaire présidentielle des Républicains de 2016. En septembre 2016, il est nommé avec plusieurs personnalités membre du comité politique de la campagne.
Il est réélu député en juin 2017. Après un an de législature, il est le député du groupe Les Républicains le plus présent aux votes de l'Assemblée (60 %).
Le 28 juin 2020, la liste qu'il conduit remporte l'élection municipale à Saint-Malo avec 70,7 % des voix.[réf. nécessaire] Le 3 juillet suivant, Gilles Lurton est élu maire par le nouveau conseil municipal. Afin de respecter le principe du non-cumul des mandats, il annonce renoncer à son siège de député[réf. souhaitée].

## Distinction
- Chevalier de la Légion d'honneur (3 juillet 2024)[7]

## Mandats

### Mandat parlementaire
- 2012-2020 : député de la septième circonscription d'Ille-et-Vilaine

### Mandats locaux
- depuis 1995 : conseiller municipal de Saint-Malo
- de 2008 à 2014 : adjoint au maire de Saint-Malo (délégations : logement, politique des quartiers, voirie, éclairage public, circulations douces)
- de mars 2011 à juillet 2012 : conseiller général du canton de Saint-Malo-Sud
- depuis juillet 2020 : maire de Saint-Malo
- depuis juillet 2020 : président de Saint-Malo Agglomération

### Mandats intercommunaux
- Conseiller communautaire de la Communauté d'agglomération de Saint-Malo Agglomération